# Inflatoplane
L' Inflatoplane va ser un avió experimental inflable dissenyat per l'empresa nord-americana Goodyear i que encara es pot contemplar al museu de l'aviació militar d'Alabama.

## Història
L'aeronau, totalment inflable, va ser construïda l'any 1956, amb la idea de ser utilitzada militarment com un avió de rescat que seria llançat en una caixa darrera de les línies enemigues per ser utilitzat per pilots abatuts. Només es van construir 12, però el desenvolupament va continuar fins que el projecte va ser cancel·lat l'any 1973. Goodyear va donar dos inflatoplans a l'institut Franklin de Filadèlfia i un a l'Institut Smithsonian a Washington.
Hi ha almenys, dues versions:
El GA-468, que tenia un únic seient i trigava uns 5 minuts a inflar-se a una pressió de 170kPa. La seva grandària total era de 5,97 m amb una envergadura de 6,7 m. El pilot havia d'encendre el motor Nelson de 30 kW i enlairar-se amb un pes màxim de 109 kg (240 lliures). Amb 76 litres de combustible (20 galons), l'avió podia volar 630 km (390 milles). La velocitat màxima era de 116 km/h (72 m/h), amb una velocitat de creuer de 97 km/h (60 m/h). Més endavant es va canviar el motor per un de 31 kW.

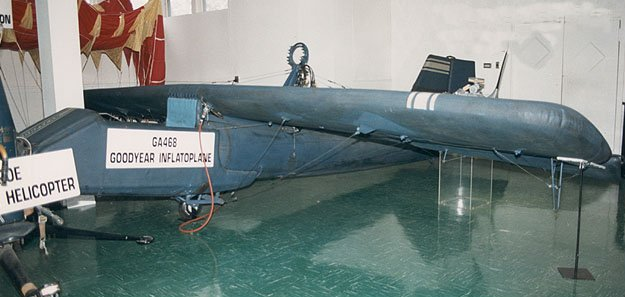
Inflatoplane de Goodyear en el museu de l'institut Smithsonian.

Podia enlairar-se en una 'pista' de 76,2 m, però per superar un obstacle de 15,24 m (50 peus) es necessitaven 175 metres (575 peus). Aterrava en una longitud de 106 metres (350 peus). El seu sostre de vol s'estimava en 3.048 m (10.000 peus).
El GA-466 era la versió amb dos seients, 50 mm més curta, però amb una envergadura 1,8 m superior que el GA-468. Es va instal·lar un motor de 45 kW de potència per elevar un pes de 336 kg (740 lliures) a 113 km/h (70 m/h), encara que el radi d'acció es va limitar a 440 km (275 milles).

## Innovacions
Recentment s'ha reprès aquesta idea, combinant-la amb nous materials intel·ligents, permetent la concepció d'ales inflables que poden variar la seva forma i grandària per adequar les seves propietats aerodinàmiques a les necessitats de cada moment.